# Rajmond Della Torre
Rajmond Della Torre (Raimondo Della Torre), tudi Rajmund Della Torre (cca. 1230 - 23. februar 1299) član vplivne lombardske družine Della Torre, je bil od leta 1273 do leta 1299 oglejski patriarh. Sin Pagana II., gospodarja Milana, je bil že v zgodnjem otroštvu usmerjen v cerkveno kariero. V drugi polovici 13. stoletja je družina je tudi po njegovih zaslugah prestopila med politično stranko gvelfov.

Po neuspešnih prizadevanjih, da bi bil nameščen za nadškofa Milana, se je moral zadovoljiti z imenovanjem za škofa mesta Como. Vseskozi pa si je prizadeval za povečevanje družinskih posestev in političnega vpliva njegovih sorodnikov.

Decembra 1273 ga je papež Gregor X. imenoval za oglejskega patriarha, kar je bila po politični in finančni moči v tistem času ena najpomembnejših cerkvenih funkcij na ozemlju današnje Italije. Za časa svojega patriarhata se je boril proti širjenju beneške republike.
1. ↑  Record #141320524 // Gemeinsame Normdatei — 2012—2016.